# جوایز کمدی
'جوایز کمدی (به انگلیسی: The Comedy Award) یکی از مراسم جوایزی است که هر ساله در ایلات متحده توسط شبکه کمدی سنترال برای بزرگداشت برترین برنامه‌های کمدی (طنز) برگزار می‌شودلوین، گری (۲۷ مارس ۲۰۱۱). «کمدی سنترال جوایز خنده‌ایی‌اش برگزای می‌کند». یواس‌ای تودی. دریافت‌شده در ۳۰ اوت ۲۰۱۲.. اولین مراسم در ۲۶ مارس ۲۰۱۱ اجرا و در ۱۰ آوریل همان سال از شبکه سی‌ام‌تی، کمدی سنترال، لوگو، اسپایک تی‌وی، تی‌وی لند و وی‌اچ۱ نمایش داده شد.
این مراسم دومین تلاش شبکه کمدی سنترال (مرکز کمدی) برای برگزاری مراسم جوایز بزرگداشت کمدی بعد از جوایز کامیت بود. به‌طوری‌که جان استوارت در آغاز برنامه به شوخی به این مسئله اشاره نمود.

## دسته‌ها
جوایز در دسته‌های زیر دسته‌بندی شده بود:

### فیلم
- فیلم - کمدی
- فیلم - کمدی پویانمایی
- فیلم - بازیگر مرد کمدی
- فیلم - بازیگر زن کمدی
- فیلم‌نامه کمدی
- فیلم - کارگردان کمدی

### تلویزیون
- مجموعه کمدی
- تلویزیون- بازیگر مد کمدی
- تلویزیون - بازیگر زن کمدی
- برنامه آخر شب کمدی
- مجموعه برنامه طنز/جایگزین کمدی
- استندآپ (اجرای ایستاده)
- مجموعه کمدی پویانمایی
- تلویزیون- نویسنده کمدی
- تلویزیون- کارگردان کمدی

### انتخاب بینندگان
- مجری
- بهترین کار اصلی

### جوایز ویژه
- جایزه جانی کارسون برای بهترین برنامه کمدی گونه[۲]

## جوایز کمدی ۲۰۱۱
اسامی نامزدهای در ۱۵ فوریه ۲۰۱۱ اعلام شد. این جوایز در ۱۰ آوریل ۲۰۱۲ از طریق شبکه کمدی سنترال و سایر شبکه‌های متعلق به ویاکام مانند سی‌ام‌تی، اسپایک، وی‌اچ۱، لوگو و تی‌وی‌لند پخش شد.

### فیلم

#### جوایز برجسته کمدی
این جوایز توسط ادی مورفی و تریسی مورگان ارائه شد.
| فیلم کمدی | فیلم کمدی پویانمایی |
| --- | --- |
| - سایروس - ایزی ای - بیارش گریک - کیک-اس - اون‌یکی‌ها | - من نفرت‌انگیز - ابرذهن - شرک برای همیشه - داستان اسباب‌بازی ۳ |
| بازیگر مرد کمدی | بازیگر زن کمدی |
| - راسل براند برای بیارش گریک - ویل فارل برای اون‌یکی‌ها - زاک گلیفناکیس برای نهار برای اشماکس - پل جیاماتی برای نسخه بارنی - جونا هیل برای سایروس             | - تینا فی برای ملاقات شبانه - آن هاتاوی برای عشق و سایر داروها - هلن میرن برای قرمز - کلویی گریس مورتز برای کیک-اس - اما استون برای ایزی ای                                                      |
| کارگردان کمدی | فیلم‌نامه کمدی |
| - جی دوپلاس و مارک دوپلاس برای سایروس - ویل گلاک برای ایزی ای - آدام مککوی برای اون‌یکی‌ها - متیو وگن برای کیک-اس - ادگار رایت برای اسکات ویگریم دربرابر جهان | - جی دوپلاس و مارک دوپلاس برای سایروس - برت و. رویال برای ایزی ای - جاش هیلد، جاراد پاول و شین اندرز برای ماشین زمان هات تیوب - متیو وگن و جین گلدمن برای کیک-اس - لنا دانهام برای تاینی فورنیچر |

### تلویزیون

#### جایزه کمدی جانی کارسون
جایزه کمدی جانی کارسون توسط بیل موری به دیوید لترمن اهدا شد.
| مجموعه کمدی | مجموعه کمدی پویانمایی |
| --- | --- |
| - ۳۰ راک - روبه مشرق و جنوب - همیشه در فیلادفیا آفتابی است - خانواده امروزی - اداره                                                                      | - پدر آمریکایی! - کمانگیر - مرد خانواده - سیمپسون‌ها - ساوث پارک                                                                                            |
| بازیگر مرد کمدی | بازیگر زن کمدی |
| - آلک بالدوین برای ۳۰ راک - تای برلبرای خانواده امروزی - استیو کارل برای اداره - تریسی مورگان برای ۳۰ راک - دنی مکبراید برای روبه مشرق و جنوب            | - تینا فی بای ۳۰ راک - جین کرکاوسکی برای ۳۰ راک - جین لینج برای گلی (مجموعه تلویزیونی) - بتی وایت برای گرما در کلیولند - کریستین ویگ برای ساتردی نایت لایو |
| مجموعه‌های کمدی شبانه | مجموعه برنامه طنز/جایگزین کمدی |
| - گزارش کلبرت - نمایش روزانه - زند با جیمی کیمل! - آخرشب با جیمی فالن - آخر شب با دیوید لترمن                                                            | - بیمارستان کودکان - جالب‌باش یا بمیر ارائه می‌دهد - ساتردی نایت لایو - نمایش عالی تیم و ارک، عالی بود! - تاش.او                                             |
| - بیل مار… ولی من اشتباه نمی‌کنم - لوییس سی کی: خنده‌دار - لحظات صمیمی برای یک شب - ریکی جرویس: خارج از انگلستان- استندآپ مخصوص - ویتنی کامینگز: پرتاب پول | - ۳۰ راک - لویی - خانواده امروزی - اداره - سیمپسون‌ها |
| کارگردانی کمدی | |
| - ۳۰ اک - کامیونیتی - خانواده امروزی - اداره - ساتردی نایت لایو                                                                                          | |

## جوایز کمدی سال ۲۰۱۲
نامزدهای در ۶ مارس ۲۰۱۲ اعلام شدند. مراسم اهدای جوایز در ۶ می از طریق شبکه کمدی سنترال و سایر شبکه‌های تحت نظر ویاکام پخش شد.

### فیلم
| فیلم کمدی | فیلم کمدی پویانمایی |
| --- | --- |
| - آرتیست - ساقدوش‌ها - دیوانه، احمق، عشق - رئیس‌های وحشتناک - نیمه‌شب در پاریس                                                                                           | - ماشین‌ها ۲ - کونگ‌فو پاندا ۲ - گربه چکمه‌پوش - رنگو - ریو (فیلم ۲۰۱۱)                                                                                          |
| بازیگر مرد کمدی | بازیگر زن کمدی |
| - جیسون بیتمن برای رئیس‌های وحشتناک - استیو کارل برای دیوانه، احمق، عشق - ژان دوژادن برای آرتیست - زاک گلیفناکس برای خماری: قسمت دوم - اون ویلسون برای نیمه‌شب در پاریس | - جنیفر انیستون برای دیوانه، احمق، عشق - کامرون دیاز برای معلم بد - ملیسا مکارتی برای ساقدوش‌ها - اما استون برای دیوانه، احمق، عشق - کریستین ویگ برای ساقدوش‌ها |
| کارگردان کمدی | فیلم‌نامه کمدی |
| - وودی آلن برای دیوانه، احمق، عشق - جیمز بوبین برای ماپت‌ها - پل فیگ برای ساقدوش‌ها - گلن فیکارا و جان رکوال برای دیوانه، احمق، عشق - مایکل هازانویکیوس برای آرتیست     | - ۵۰/۵۰ - ساقدوش‌های - دیوانه، احمق، عشق - دیوانه، احمق، عشق - دیوانه، احمق، عشق                                                                               |

### تلویزیون

#### جایزه کمدی جانی کارسون
جایزه کمدی جانی کارسون توسط دان ریکلز به رابرت دنیرو اهدا شد.
| مجموعه کمدی | مجموعه کمدی پویانمایی |
| --- | --- |
| - ۳۰ راک - اشتیاقت را قورت بده - پاین‌های شاد - خانواده امروزی - پارک‌ها و تفرجگاه‌ها                                                           | - کمانگیر - مرد خانواده - زندگی و زمان‌های تیم - سیمپسون‌ها - ساوث پارک                                                                                       |
| بازیگر مرد کمدی | بازیگر زن کمدی |
| - الک بالدوین برای ۳۰ راک - تای برل برای خانواده امروزی - لوییس سی کی برای لویی - استیو کارل برای اداره - لری دیوید برای اشتیاقت را قورت بده | - زویی دشانل برای دختر جدید - تینا فی برای ۳۰ راک - امی پولر برای پارک‌ها و تفرجگاه‌ها - کریستین ویگ برای ساتردی نایت لایو - سوفیا ورگارا برای خانواده امروزی |
| برنامه‌های کمدی آخر شب | مجموعه برنامه طنز/جایگزین کمدی |
| - گزارش کلبرت - نمایش روزانه با جان استوارت - آخر شب با جیمی فالن - آخر شب با دیوید لترمن - پخش زنده با بیل مار                              | - بیمارستان کودکان - لویی - پورتلندیا - ساتردی نایت لایو - تاش.او                                                                                           |

### سایر جوایز

#### جوایز نشان کمدی
جایزه کمدی استند آپ (سرپایی) به رابین ویلیامز از سوی پاتون اسوالت اهدا شد.

#### کلوب کامیک
- تد الکساندرو
- هانیبال بروس
- پیت هلمز
- آنتونی جسلنیک
- موشه کاشر
- جان مولانی
- کمیل نانجیان
- چلسی پرتی
- امی شومر
- روی اسکول

#### تور اجرای سرپایی
- دیو اتل
- لوییس بلک
- لوییس سی کی
- کوین هارت
- جری ساینفیلد

#### انتخاب بینندگان
- زویی دشانل
- جاش گرید
- دونالد گلور
- ملیسا مکارتی
- جیسون سودیکس

#### بهترین کار اصلی
- «ترانه‌اش کن - برنده -ترانه‌ای از چارلی شین»

## پیوند
- جوایز کمدی - سایت رسمی